# Кристиан Дитлев фон Ревентлов (1748 – 1827)
Кристиан Детлев/Дитлев Фредерик фон Ревентлов (на немски: Christian Ditlev/Detlev Frederik Graf von Reventlow; * 11 март 1748 в Копенхаген; † 11 октомври 1827 в Педерструп, Лолан) е граф, благородник от род Ревентлов от Шлезвиг-Холщайн, датски държавниик, таен държавен министър и социален реформатор.
Той е син на датския съветник Кристиан Дитлев Ревентлов (1710 – 1775) и първата му съпруга фрайин Йохана София Фредерика фон Ботмер (1718 – 1754), дъщеря на генерал Фридрих Йохан фон Ботмер (1658 – 1729) и София Хедвиг фон Холщайн (1697 – 1720).
Той посещава рицарска академие в Соро и следва в университета в Лайпциг. След това той пътува с най-малкия си брат Йохан Лудвиг фон Ревентлов (1751 – 1801) заедно с иконома Карл Вендт (1731 – 1815) в Западна и Средна Европа, също и в Норвегия. Той се връща ок. 1770 г. в Дания и започва кариера в управлението в Копенхаген. Заедно с бъдещия крал Фредерик VI (1768 – 1839) той подготвя реформата в Дания.
Той е награден с „Ордена на Слона“ и през 1803 г. с „Ордена Данеброг“. През 1813 г. той се оттегля във фамилното имение Педерструп на остров Лолан, наследено през 1775 г.

## Фамилия
Кристиан Детлев фон Ревентлов се жени на 31 юли 1773 г. за София Фредерика Луиза Шарлота фон Бойлитц (* 1 юни 1747 в Олденбург; † 25 юли 1822 в Кристианссаеде), дъщеря на Кристоф Ернст фон Бойлитц (1695 – 1757) и София Хедвиг фон Варнще (1707 – 1768). Те имат 12 деца, между тях:
- Кристиан Детлев фон Ревентлов (* 28 април 1775, Копенхаген; † 31 януари 1851, Педерструп), женен на 24 юни 1800 г. за Маргрета Бенедикта фон Квален (* 4 ноември 1774, Виндеби; † 18 април 1813, Педерструп); имат 7 деца
- Лудвиг Кристиан Детлев фон Ревентлов (* 7 юни 1780; † 10 юни 1857, Преец, Пльон), женен на 24 юни 1815 г. за фрайин Агнес фон Хамерщайн-Локстен (* 18 септември 1795; † 19 декември 1824); имат 5 деца
- Луиза Сибила фон Ревентлов (* 30 юни 1783, Бернсторф Слот, Гентофте; † 17 април 1853), художничка, накрая манастирска дама
- Конрад Детлев Кай фон Ревентлов (* 1 юни 1785, Копенхаген; † 30 май 1840, Фрихедсминде Годс), женен 1829 г. за Каролина Розенкилде (* 14 юни 1806; † 24 октомври 1884, Копенхаген); имат две дъщери
- Ернст Кристиан фон Ревентлов (* 6 август 1786; † 18 януар 1859, Копенхаген)
- Айнар Карл Детлев фон Ревентлов (* 6 януари 1788, Копенхаген; † 4 май 1867, Педерструп), живее в Швеция, женен на 24 юни 1829 г. във Вестерборг за графиня Хилдеборг София Ревентлов (* 12 юни 1804, Фридхемсминде; † 6 май 1868, Пугеруп); има 7 деца
- Шарлота Августа Агнес фон Ревентлов (*13 януари 1790, Копенхаген; † 12 януари 1864, Педерструп Годс, Хорслунде, Марибо)
- Фредерик Детлев фон Ревентлов (* 25 октомври 1792, Копенхаген; † 6 октомври 1851, Глазгоу, Шотландия), посланик в Англия, женен за Ютта Биргита Фридерика Кристенсен (* 7 девруари 1807, Асенс; † 16 ноември 1868, Копенхаген); имат 4 деца
- София Шарлота фон Ревентлов (* 25 март 1799, Копенхаген; † 9 март 1846)